# The Maze Runner
The Maze Runner là cuốn sách đầu tiên trong một sê-ri tiểu thuyết khoa học viễn tưởng lấy bối cảnh hậu khải huyền đen tối của James Dashner. Cuốn tiểu thuyết này được xuất bản vào ngày 6 tháng 10 năm 2009 bởi Delacorte Press, công ty của Random House, và đã được 20th Century Fox chuyển thể thành phim cùng tên năm 2014.
Hai phần tiếp theo của bộ truyện là: Thử Nghiệm Đất Cháy (2010) và The Death Cure (2011).

## Cốt truyện
Thomas tỉnh dậy trong một chiếc hộp kim loại đã mang anh đến nơi được gọi là Glade (Trảng). Cậu ta không nhớ được ký ức của mình và bằng cách nào có thể đến được nơi này. Anh dần dần tìm hiểu nơi này và phát hiện ra Glade được cai quản bởi hai chàng nhóc: thủ lĩnh Alby và Newt, người chịu tránh nhiệm trị an và duy trì trật tự bằng áp dụng những điều luật khắt khe. Buồng thang máy từ dưới mặt đất mỗi tuần cung cấp những thực phẩm, công cụ và đôi khi cả vũ khí. Mỗi tháng một cậu nhóc không rõ ký ức đi tìm chính bản thân mình trong buồng thang máy đó. Trảng được bao phủ bốn góc hình vuông bởi bức tường thành bê tông cao một dặm (gần hai ngàn mét). Bên ngoài bức tường chính là Mê cung, những bức tường bê tông trong ma trận này được bao bọc bởi cây thường xuân mà có thể thay đổi vị trí mỗi ngày. Mê cung chứa những sinh vật rất kì lạ và chết người được biết đến với cái tên Grieves (Nhím sầu). Nhím sầu được miêu tả là quái vật vô định hình bởi kim loại và thịt. Những người sống ở Trảng (Trảng viên) cố gắng tồn tại và giải được mê cung bằng cách thám hiểm nó nhanh nhất có thể trong khi theo dõi sự chuyển động của bức tường và tìm ra lối thoát.
Một ngày sau khi Thomas đặt chân tới Trảng, có một cô bé tên là Teresa cũng được đưa tới Trảng với một tờ giấy có nội dung: "Con bé là người cuối. Cuối cùng." Điều đó có nghĩa là sẽ không có thêm một đứa trẻ được gửi vào trong Trảng. Trước đó, Teresa bật dậy, nói một câu: "Mọi thứ sắp sửa thay đổi."và trở lại tình trạng hôn mê. Khi Thomas đến thăm cô bé, cậu ấy thấy cô bé có sự liên hệ với mình. Sau đó, Thomas suýt bị giết bởi Ben, một cậu bé đã bị Nhím sầu chích và trải qua giai đoạn Biến đổi (quá trình chữa lành vết chích của Nhím sầu và hồi tưởng lại kí ức)
Ngày hôm sau, Thomas gặp Minho, đội trưởng của đội Runners (Tầm đạo sinh). Nhóm Tầm đạo sinh có nhiệm vụ sống sót trong cái Mê cung chết chóc và tìm ra lối thoát. Minho thông báo rằng có một con Nhím sầu đã bị chết, nhưng không phải thế. Lúc sau, Minho và Alby đi thám thính thì Alby bị chích. Từ phía Cửa Tây, Thomas bắt gặp cảnh Minho kéo Alby theo mình, thông báo Alby bị chích. Khi Cửa Tây sắp đóng lại, Thomas thấy rằng Minho không thể kéo Alby về kịp, nên cậu quyết định chạy ra khỏi Trảng để hỗ trợ Minho, nhưng cánh cửa đã đóng lại. Ban đêm là thời gian hoạt động của bọn Nhím sầu, nên ở ngoài Trảng rất nguy hiểm. Tuy nhiên, Minho và Thomas đã sống sót ở ngoài đó và đưa Alby về. Nhưng đó chỉ là khởi đầu của một chuỗi các sự việc lạ kì khi cô bé Teresa tới: Mọi người bắt đầu có những hành động lạ, mặt trời biến mất, cái Hộp ngừng đưa đồ và các cánh cửa của Mê cung không đóng lại, làm những con Nhím sầu có thể tấn công những người tại đó.
Thomas nghĩ rằng sự dịch chuyển của những bức tường trong mê cung không phải là ngẫu nhiên, mà chúng là một mật mã, khiến cho mọi người tìm ra được mật mã của Mê cung qua các tấm mê đồ. Thomas cũng khám phá ra rằng Vực, nơi mà chúng nghĩ là một cái vực sâu thẳm và đó cũng là nơi mà những con Nhím sầu chui ra khỏi Mê cung. Thomas và Minho gọi đó là "Lỗ sầu". Nếu những con Nhím sầu có thể thoát ra khỏi đó, thì những Trảng viên cũng có thể thoát ra theo cách đó. Phát hiện khiến Thomas muốn lấy lại trí nhớ của mình để có thể thoaát ra khỏi Mê cung. Cậu đã cố ý để bị chích bởi Nhím sầu để có thể đi qua quá trình Biến đổi.
Sau khi những người trong Trảng tìm được câu nói mà Mê cung thể hiện qua các quãng di chuyển của những bức tường, hầu hết mọi người trong Trảng đều muổn ra khỏi Mê cung. Họ đã thành công, qua đó tìm hiểu được họ là những người được chọn để làm thử nghiệm của WCKD (trong bản dịch là VSAT). Khi họ tới phòng thí nghiệm, Gally cũng tới đó. Cậu ta là Biến số (thử thách) cuối cùng của tất cả mọi người trong Mê cung. Gally đã giết Chuck, một người bạn thân của Thomas và là người trẻ nhất trong Trảng. Sau đó, đoàn người cuối cùng được đưa tới vùng an toàn trong khi nghe một người phụ nữ kể về Nhật trùng, một loại bệnh dịch có từ khi quầng lửa Mặt trời bùng nổ.
Cuối cùng, trong phần phụ lục, Ava Paige hé lộ rằng nhóm thiếu niên này không phải là nhóm duy nhất bị thử nghiệm, và sắp có một cuộc thử nghiệm thứ hai diễn ra.

## Nhân vật
- Thomas: Nhân vật chính của câu chuyện. Thomas là cậu bé cuối cùng, nhưng không phải người cuối cùng được đưa vào Trảng. Chuck đã miêu tả Thomas như một cậu bé khoảng 16 tuổi, chiều cao trung bình và tóc nâu. Cậu được gọi là Đầu xanh vì cậu là người mới đến. Cậu trở thành một Tầm đạo sinh với Minho sau khi sống sót một đêm trong Mê cung và cứu Alby khi Alby sắp chết.
- Teresa: Người con gái đầu tiên và người cuối cùng được đưa vào Mê cung. Cô bé ấy có thể thần giao cách cảm với Thomas. Teresa thường gọi Thomas là Tom. Teresa là người đã giúp Thomas thoát ra khỏi Mê cung và đánh những con Nhím sầu trong Lỗ sầu. Cô bé gầy, tóc đen và có đôi mắt nàu xanh da trời.
- Alby: Người lớn tuổi nhất và là thủ lĩnh của các Trảng viên. Cậu tóc ngắn, râu cạo sạch. Cậu là người cố gắng giữ trật tự trong nhóm bằng cách bắt mọi người phải theo luật mà Alby đã đặt ra để sinh tồn. Alby rất gần gũi với phó chỉ huy là Newt. Cậu ở trong nhóm 30 người đầu tiên đặt chân đến Trảng. Alby tự tử bằng cách lao vào một nhóm Nhím sầu, với ý nghĩ nên chết ở trong Mê cung còn hơn là ở ngoài Mê cung, nơi Nhật trùng đang hoành hành.
- Newt: Một cậu bé người Anh cao, khỏe, thông minh với tóc dài vừa tầm. Newt có đặc trưng là nói từ "đẫm máu" trong những bài nói của cậu. Newt từng là một Tầm đạo sinh, nhưng chân cậu bị đau khi đang chạy trốn khỏi đám Nhím sầu. Cậu rất tử tế, thân thiện và cởi mở với Thomas. Biệt hiệu mà Newt đặt cho Thomas là Tommy và họ đã trở thành bạn tốt của nhau. Newt cũng là người cai quản khi Alby thấy mình không còn khả năng cai trị.
- Minho: Nhóm trưởng của nhóm Tầm đạo sinh - phụ trách việc đánh dấu đường và tìm bản đồ ra khỏi Mê cung. Cậu rất thô bạo, nóng tính, bốc đồng và hay mỉa mai, châm biếm, nhưng cũng duyên dáng, thông minh và trung thành trên tất cả những người bạn còn lại. Với vai trò của một Tầm đạo sinh, Minho được miêu tả là "một cậu bé người châu Á với đôi tay rất khỏe và tóc đen, ngắn." Cậu bé và Thomas nhanh chóng trở thành bạn tốt.
- Chuck: Một cậu bé tre, mũm mĩm, là Đầu xanh mới nhất cho tới khi Thomas tới Trảng. Cậu nhanh chóng trở thành bạn thân nhất với Thomas, và đóng vai trò là một cậu em trai đối với Thomas. Tuổi của Chuck khoảng 12 đến 13. Chuck bị giết bởi Gally sau khi ra khỏi Mê cung.
- Gally: Một Trảng viên sống theo luật lệ của Alby. Gally không tin tưởng vào Thomas và thể hiện sự không ưa chuộng Thomas một cách sâu sắc. Cậu ta đồng thời cũng là trưởng nhóm của đội Thợ Xây. Gally rời khỏi Trảng trong một cơn thịnh nộ sau khi thét lên suy nghĩ của mình về Thomas trong một buổi Trang nghị. Ở cuối câu chuyện, Gally giết Chuck bằng một con dao. Theo lời của VSAT, đó là Biến số cuối cùng mà các Trảng viên phải trải qua.
- Chảo chiên (Frypan): Đầu bếp của những Trảng viên và đội trưởng nhóm Nấu ăn. Được miêu tả là có tài năng, đặc biệt và tóc rất rậm. Còn được biết đến với cái tên "Siggy"
- Clint: Một trong hai Y-tờ (là các bác sĩ của Trảng) Là một cậu bé nhỏ với tóc đen ngả xám, cậu làm việc cùng với Jeff để giúp người bị Nhím sầu chích với Huyết sầu.
- Winston: Đội trưởng của đội Thợ cuốc - phụ trách việc chăn nuôi lấy thức ăn. Cậu được miêu tả là một cậu bé với rất nhiều mụn trứng cá, thấp nhưng vạm vỡ và có vẻ cậu thích làm công việc của mình hơi quá mức. Đồng thời cũng là bạn của Thomas.
- Jeff: Người cao hơn trong nhóm của các Y-tờ. Cậu làm việc cùng Clint, nhưng cậu chết trong Mê cung.
- Zart: Một cậu bé to cao, tóc đen. Cậu là đội trưởng của đội Chăn nuôi, đảm bảo nhiệm vụ trồng trọt. Cậu thường đưa cho Thomas những câu trả lời khi không có ai chịu nói ra, làm cho cậu trở thành một người ddược yêu thích trong con mắt của Thomas, mặc dù hai người không là bạn. Cậu thường hay làm trò đùa với các Trảng viên khác. Cậu bị giết bởi một con Nhím sầu trong quá trình Kết thúc.
- Ben: Một Thợ xây. Sau khi trải qua quá trình Biến đổi và suýt giết Thomas, trong khi vẫn còn khá mất bình tĩnh dưới tác dụng của Huyết thanh và vẫn tâm thần, cậu bị trục xuất ra Mê cung và chết qua đêm.
- Ava Paige: Viện trưởng của VSAT và là người chịu trách nhiệm đưa những thanh niên vào Mê cung. Viện trưởng Paige xuất hiện trong phần phụ lục của cuốn sách.
- Nhím sầu: Những sinh vật máy móc săn lùng và giết hại những Trảng viên trong Mê cung. Trong quá trình Kết thúc, chúng được tự do vào trong Trảng để giết một người trong một ngày.
- Adam: Trảng viên bị chết trong qua trình Kết thúc.
- Dave: Trảng viên bị chết trong qua trình Kết thúc. Bị giết vào ngày Thomas bị chích.